# A Breathtaking Guy
A Breathtaking Guy is een nummer uit de onsuccesvolle reeks van singles in het begin van de carrière van de Amerikaanse meidengroep The Supremes. Het nummer werd geschreven door Smokey Robinson. Hij probeerde net als vele anderen binnen een Motown een hit te schrijven voor de groep, maar ook hij slaagde niet met dit nummer. In deze periode kreeg de groep de bijnaam The No-Hit Supremes. Een single later hadden The Supremes een hit, wat hun eerste was. Dit was When the Lovelight Starts Shining Through His Eyes. Zoals op bijna alle singles van The Supremes toen Diana Ross deel van de groep uitmaakte zong zij op die single lead. Op A Breathtaking Guy is zij echter niet de enige die lead zingt. Zowel Florence Ballard en Mary Wilson hebben ook een regel de leiding. Dit is de enige single van The Supremes waar alle drie de originele dames van de groep lead zingen.
Later werd het nummer nog gecoverd door een andere meidengroep van Motown, The Marvelettes.

## Bezetting
- Lead: Diana Ross, Florence Ballard en Mary Wilson
- Achtergrondzangeressen: Mary Wilson en Florence Ballard
- Instrumentatie: The Funk Brothers
- Schrijvers: Smokey Robinson
- Productie: Smokey Robinson